# Lyriothemis eurydice
Lyriothemis eurydice är en trollsländeart som beskrevs av Friedrich Ris 1909. Lyriothemis eurydice ingår i släktet Lyriothemis och familjen segeltrollsländor. Inga underarter finns listade i Catalogue of Life.